# Jaromír Vejvoda

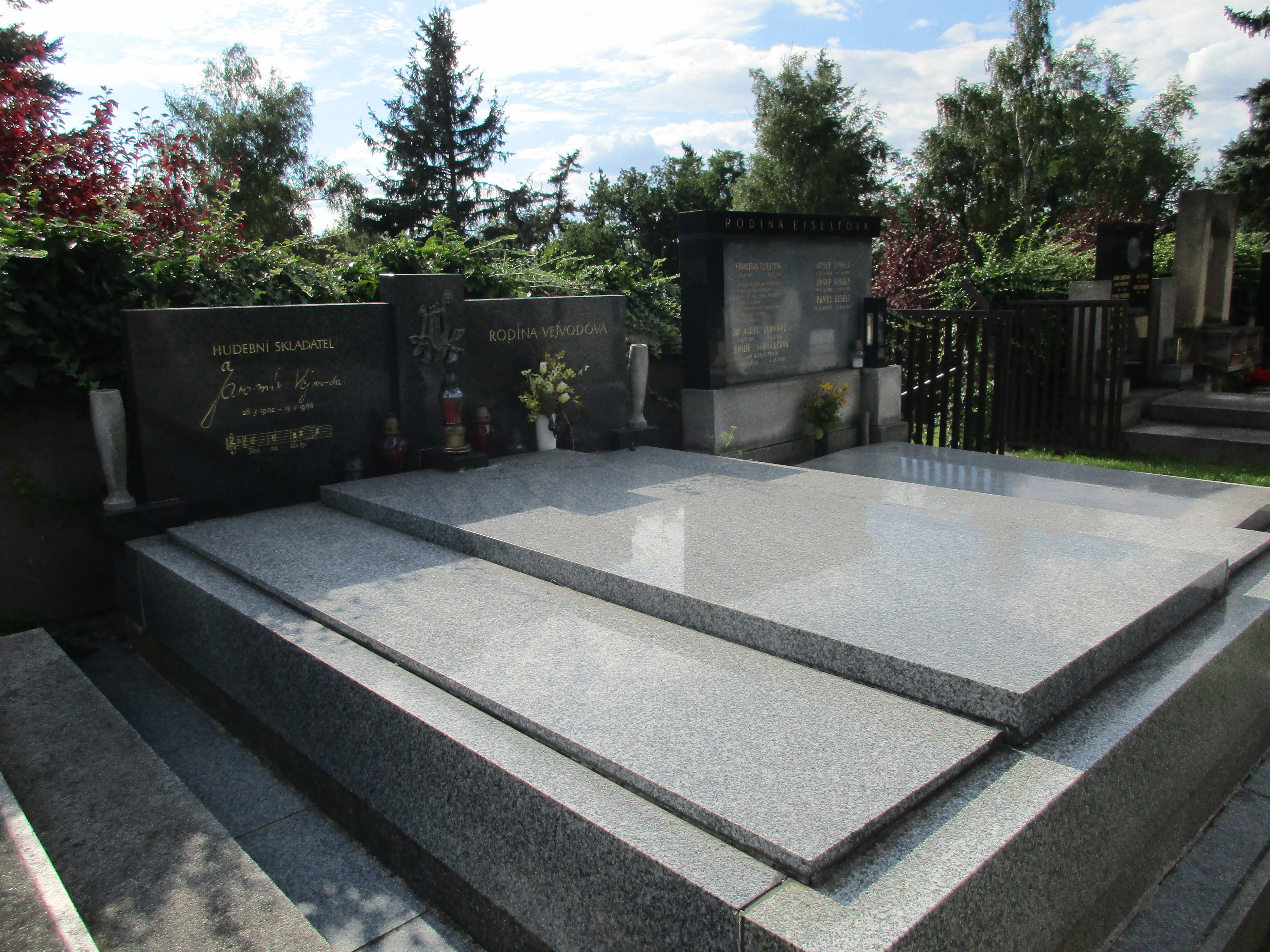
Hrob Jaromíra Vejvody, českého hudebního skladatele a kapelníka - hřbitov Zbraslav

Jaromír Vejvoda (28. března 1902 Zbraslav – 13. listopadu 1988 Praha-Zbraslav) byl český hudební skladatel a kapelník, autor po celém světě proslavené polky Škoda lásky.

## Život
Vejvoda pocházel z muzikantské rodiny. Jeho děda a otec byli muzikanti, jako i otcovi čtyři bratři. Měl šest sourozenců, dalším muzikantem byl jeho bratr Václav.
V šesti letech se Jaromír Vejvoda začal učit hrát na housle, ve čtrnácti letech na křídlovku, v patnácti se stal členem otcovy kapely, jejíž vedení převzal po návratu z vojenské služby a pro niž napsal celkem 82 skladeb.
Po únoru 1948 byl donucen kapelu po dvaadvaceti letech rozpustit. Nastoupil jako skladník do továrny. Členové kapely přešli pod správu města Zbraslavi a hráli dál pod názvem Zbraslavanka. Jaromír Vejvoda kapelu občas pohostinsky dirigoval.
Později žil v Teplicích, pak v Praze. Byl označován za krále dechové hudby. Vejvoda měl tři syny: Jaromíra, Jiřího a Josefa. Pomyslnou štafetu po něm převzal Josef, který se stal hudebníkem, skladatelem a kapelníkem. Jeho vnučka Zuzana je muzikálová herečka.

## Dílo
Napsal celkem 82 skladeb. První z nich byla v roce 1927 polka Škoda lásky, která se stala jedním z největších světových hudebních hitů 20. století. V roce 2000 zvítězila tato skladba v rozsáhlé anketě českého rozhlasu Hit století. Další známé skladby jsou např. Hrajte, já ráda tancuju nebo Kdyby ty muziky nebyly.
Polku Škoda lásky složil pro kapelu na podzim roku 1927, tehdy jako Modřanskou polku, do dnešní podoby ji překomponoval v roce 1929. V roce 1934 vyšla v nakladatelství Jana Hoffmana - vdova, Vašek Zeman polku otextoval a nazval Škoda lásky.
V roce 1938 byla Škoda lásky, jako Rosamunde, v nahrávce akordeonisty Willi Glahého oceněna zlatou deskou za milión prodaných desek. V roce 1939 se polka dostala do USA, upravena Lewem Brownem a Wladimirem Timmem včetně anglického textu a názvu Beer Barrel Polka. Do svého repertoáru ji převzali Andrews Sisters, orchestr Glenna Millera a mnozí další, mezi nimi i Benny Goodman nebo Billie Holiday.
Beer Barrel Polka se za druhé světové války stala oblíbenou písní spojeneckých armád i československých letců v bitvě o Británii (Beer Barrel Polka, Roll out the Barrel, Here Comes the Navy). Hrála se ale téměř po celém světě a na obou stranách fronty (Rosamunde, Rosamunda).
V roce 1995 provázela kosmonauty raketoplánu Discovery. Použita byla i ve filmech Moře je náš osud, Srdce v zajetí, Nejdelší den, Lidská komedie, Nejlepší léta našeho života, Obecná škola, Nebeští jezdci, Atentát, Ročník 21, Osud člověka, Noc v Casablance, Londýnský autobus, Všichni domů, v televizním seriálu MASH, a dalších.
V roce 1981 převzal Jaromír Vejvoda v Dortmundu cenu radia Luxemburg a stanice ZDF Zlatý lev za Škodu lásky jako jednu z 20 nejúspěšnějších lidových písní. V roce 1987 byl při příležitosti jeho 85. narozenin a 60. výročí vzniku Škody lásky v USA vydán aršík a poštovní razítko s názvem Beer Barrel Polka, jehož součástí je notový zápis s částí anglického textu Roll out the Barrel.
V archivu rodiny Vejvodů, který spravují všichni tři synové společně, je zaregistrováno 14 různých názvů Škody lásky a 27 textů[zdroj?] v různých jazycích.

## Citát
| „                     | Na legendárního skladatele naší dechové hudby Jaromíra Vejvodu mám jen ty nejhezčí vzpomínky. Byl tichý, skromný, vždy chodil ve společenském obleku...Spolupráce s ním a jeho kapelou byla vždy na vysoké úrovni. Velice rád vzpomínám na zájezd s jeho orchestrem do Vídně v roce 1962. Pozvali nás tam místní sokolové. Hráli jsme na slavnosti listu Volkstimme ve slavném Prátru. Po zahrání jeho světoznámé polky "Škoda lásky" propukly neslýchané ovace: Lidé vestoje zpívali, mávali a museli jsme tu písničku několikrát opakovat. | “ |
| — Stanislav Procházka | |   |

## Skladby
- Ach, Bože lásko – 1946
- Až dneska půjdeš spát – 1986
- Až do rána bílého – 1938
- Až půjdu od tebe ráno – 1941
- Babička zpívala – 1981
- Bejvalo, bejvávalo – 1979
- Blondýnko hezká – 1938
- Cestička domů – 1967
- Černé mraky – 1941
- Černý kos – 1935
- Čert – 1981
- Dej si říct – 1936
- Dej si zlíbat líc – 1936
- Dřív než bude ráno – 1986
- Hasičská
- Hrajte, já ráda tancuju – 1937
- Já miloval – 1946
- Já smutek nemám – 1985
- Já tě čekám zítra ráno – 1988
- Jednou, dvakrát – 1954
- Ještě tu poslední – 1972
- Kde jsi mé mládí – 1938
- Kdyby ty muziky nebyly – 1941
- Když na Zámecké hráli – 1979
- Když polka spustí – 1970
- Kvetou máky v poli – 1934
- Lesní stráně – 1959
- Lolita – 1947
- Máničko má – 1939
- Miramare – 1934
- Mladá řeka – 1970
- Moje potěšení – 1940
- Moje znejmilejších – 1983
- Muziko, muziko česká – 1970
- My už to oba víme – 1941
- Na konci vesnice – 1941
- Naposledy – 1947
- Nejhezčí oči – 1981
- Neříkej, že máš mě rád – 1972
- Nová Praha – 1981
- Ode zdi ke zdi – 1941
- Podzimní láska – 1936
- Polka modrých očí – 1942
- Poslední melodie – 1985
- Poslední táborák – 1967
- Proč tě tak ráda mám – 1938
- Prodám léta – 1984
- Psaníčko po letech – 1941
- Repete – 1937
- Rozloučení – 1940
- Růže stolistá
- Růžové naděje – 1938
- Skočte si děvušky – 1940
- Slzy sirotka – 1941
- Smál se měsíc – 1957
- Smutná vdovička – 1937
- Snubní prstýnek – 1937
- Start na růžku – ?
- Škoda lásky – 1934
- Škoda lásky / Modřanská – 1934
- Šla panenka rovnou cestou – 1936
- Tuli-polka – 1941
- Tvou vinou – 1967
- Ty nemáš srdce – 1935
- Ty to víš – 1967
- Už je to dávno – 1948
- Veselé mládí – 1937
- Vlaštovička – 1964
- Vzpomínky – 1984
- Za Myslivnou – 1970
- Zahoukala sova – 1938
- Zapomenout – 1954
- Zbraslavská – 1957
- Zelené háje – 1944
- Žádná neví